# Brebu (Prahova)
Brebu è un comune della Romania di 7 602 abitanti, ubicato nel distretto di Prahova, nella regione storica della Muntenia. 
Il comune è formato dall'unione di 4 villaggi: Brebu Mânăstirei, Brebu Megieșesc, Pietriceaua, Podu Cheii.
La sede amministrativa è ubicata nel villaggio di Brebu Mânăstirei.